# Клаус Бернтсен
Клаус Бернтсен (12 червня 1844 — 27 березня 1927) — данський політик, представник ліберальної партії Венстре. Очолював уряд країни з 1910 до 1913 року, а також міністерство оборони — з 1920 до 1922 року.

## Життєпис
До політики потрапив у досить юному віці, але упродовж досить тривалого часу особливого впливу не мав. Після початку возз'єднання старих груп Венстре Бернтсен відіграв важливу роль та спромігся сформувати власний уряд. Він був особистим другом короля Фредеріка VIII, через що мав підтримку з боку останнього. Втім його уряд звинувачували у відсутності соціального розуміння. 1913 року він запропонував переглянути конституцію, що призвело до його відставки. Коли 1926 року Клаус Бернтсен пішов з політики, він виявився одним з найстаріших парламентарів Данії. Як член фолькетінга 1873—1884 та 1886—1926 років він і нині залишається єдиним данським парламентарем, хто перебував у законодавчому органі країни понад 50 років.